# Jan Zaanen

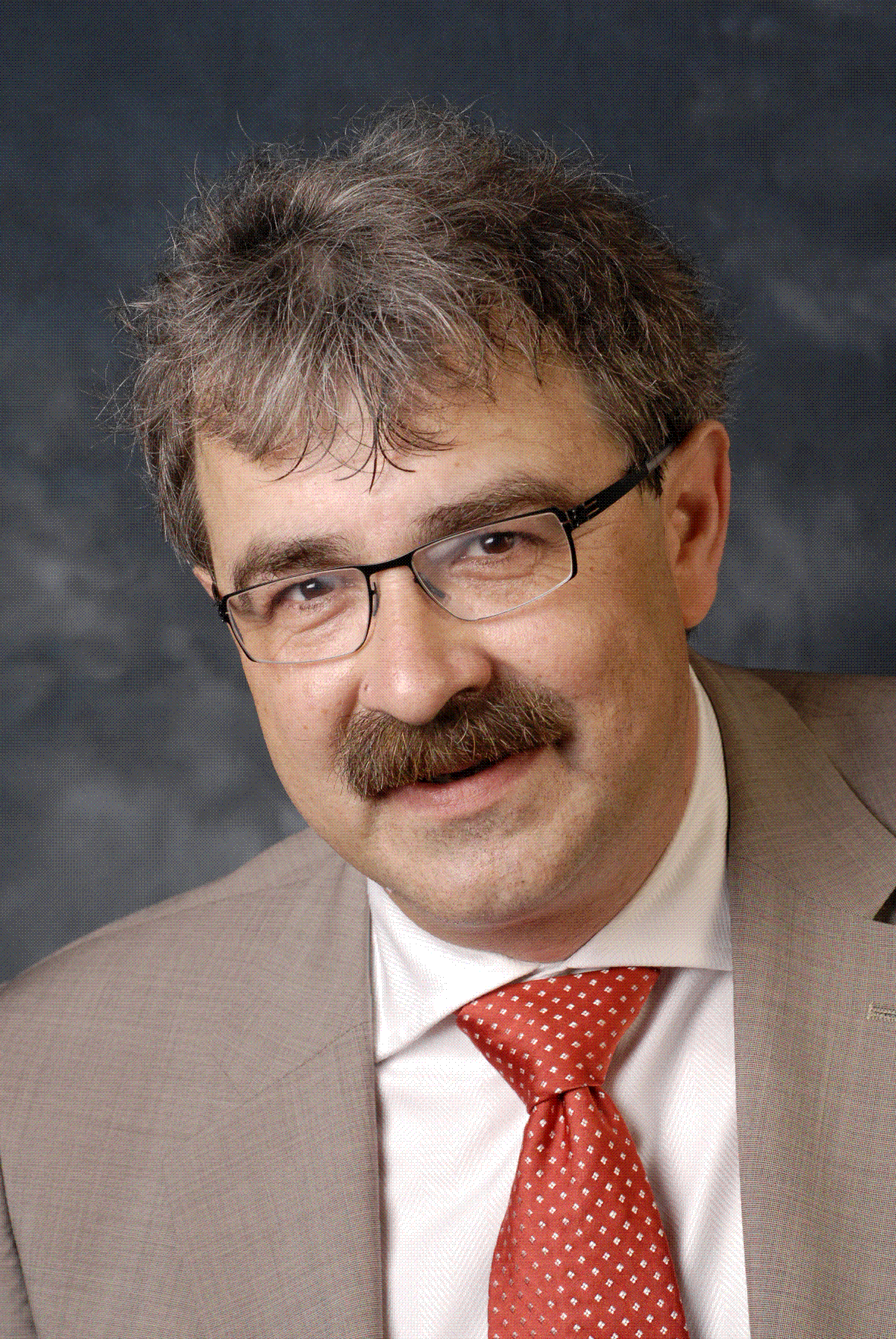
Jan Zaanen (2007)

Johannes „Jan“ Zaanen (* 17. April 1957 in Leiden; † 18. Januar 2024) war ein niederländischer theoretischer Festkörperphysiker.

## Leben
Zaanen schloss 1982 sein Studium der Chemie an der Universität Groningen ab, an der er 1986 cum laude bei George A. Sawatzky in Physik promoviert wurde. Als Postdoktorand war er 1987 am Max-Planck-Institut für Festkörperforschung in Stuttgart, wo er 1988 wissenschaftliches Mitglied wurde. 1990 war er Gastwissenschaftler in der Theoriegruppe der AT&T Bell Laboratories in Murray Hill in New Jersey. 1993 bis 1998 war er Stipendiat der Königlich Niederländischen Akademie der Wissenschaften (KNAW). 1998 wurde er Assistenzprofessor (Hoofd Docent) an der Universität Leiden, wo er seit 2000 einen Lehrstuhl für Theoretische Physik der Kondensierten Materie am Lorentz Institut innehatte. 2004/2005 war er Gastprofessor an der Stanford University (als Fulbright-Stipendiat) und 2010 an der École normale supérieure.
In seiner Dissertation und in Zusammenarbeit mit seinem Doktorvater Sawatzky entwickelte er ein verallgemeinertes Hubbard-Modell der Bandstruktur in Übergangsmetallverbindungen (Zaanen-Sawatzky-Allen Theorie). Um 1990 entwickelte er mit anderen die LDA+U Methode, eine Dichtefunktionalsmethode für Bandstrukturberechnungen in Mott-Isolatoren.
Ende der 1980er-Jahre vermutete er die Bildung von Streifen in Hochtemperatursupraleitern, die später experimentell bestätigt wurden. Unabhängig geschah dies auch durch Victor Emery und Steven Kivelson. Er untersuchte den kritischen Quantenzustand vor dem Übergang zum Supraleiter und wandte dabei auch Methoden der Stringtheorie an.
2006 erhielt er den Spinoza-Preis. 2008 wurde er zum Fellow der American Physical Society gewählt und 2012 in die Königlich Niederländische Akademie der Wissenschaften aufgenommen.
Zaanen starb am 18. Januar 2024 an den Folgen von Krebs.

## Schriften
- Jan Zaanen, Ya-Wen Sun, Yan Liu, Koenraad Schalm: Holographic duality in condensed matter physics. Cambridge University Press, 2015, ISBN 978-1-139-94249-2.